# Валтер-Меречиняну
Валтер-Меречиняну (рум. Valter Mărăcineanu) — село у повіті Джурджу в Румунії. Входить до складу комуни Єпурешть.
Село розташоване на відстані 28 км на південний захід від Бухареста, 38 км на північ від Джурджу.

## Населення
За даними перепису населення 2002 року у селі проживала 141 особа, усі — румуни. Усі жителі села рідною мовою назвали румунську.